# Allée de Beaupassage-Antoine-Alléno
L'allée de Beaupassage-Antoine-Alléno est une voie privée située dans le 7e arrondissement de Paris, en France.

## Situation et accès
Le passage a une entrée au 53, rue de Grenelle et deux sorties, au 14, boulevard Raspail et au 83, rue du Bac.
Le site est desservi par la ligne 12 du métro de Paris à la station Rue du Bac.

## Origine du nom
La voie porte en partie ce nom en mémoire des passages de Paris du XIXe siècle. La deuxième partie de nom a été donnée en mémoire d'Antoine Alléno (1997-2022), cuisinier fils de Yannick Alléno, tué par un chauffard, et qui tenait un restaurant de burgers dans cette allée,. Quelque temps après la mort de son fils, le chef Yannick Alléno ouvre un izakaya en lieu et place du restaurant de son fils.

## Historique
En 2010, Emerige, un promoteur immobilier, achète un immeuble au 14 boulevard Raspail. En 2011, le promoteur réunit trois parcelles au cœur de l'îlot de la fontaine des Quatre-Saisons :
- les vestiges de l'ancien monastère de l'Immaculée-Conception (ou des Récollettes) aux 83-85 rue du Bac datant du XVIIe siècle ;
- un ensemble industriel du début du XXe siècle (1906-1928) occupé par un garage Renault et, dans les étages supérieurs, par l’École centrale d’électronique[5], qui les quitte au printemps 2013 ; complété par un immeuble d’habitation de Denis Honegger terminé en 1950 aux 53-55 rue de Grenelle ;
- l'ancien patronage Saint-Thomas d'Aquin, du début du XXe siècle (1911-1926), accessible depuis le boulevard Raspail par un passage sous un immeuble construit par Henri Sauvage[6].

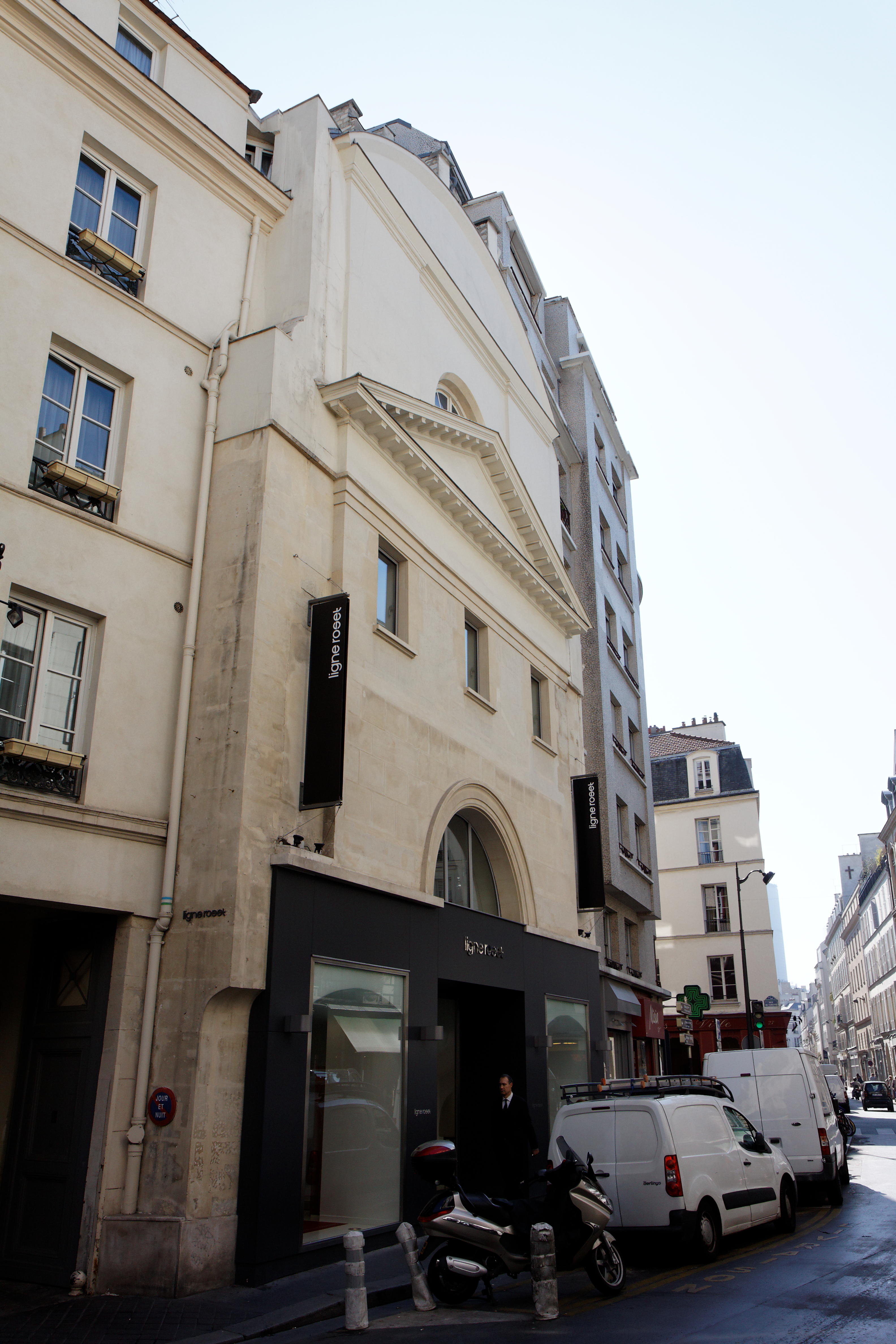
Ancienne église du couvent des Récollettes.
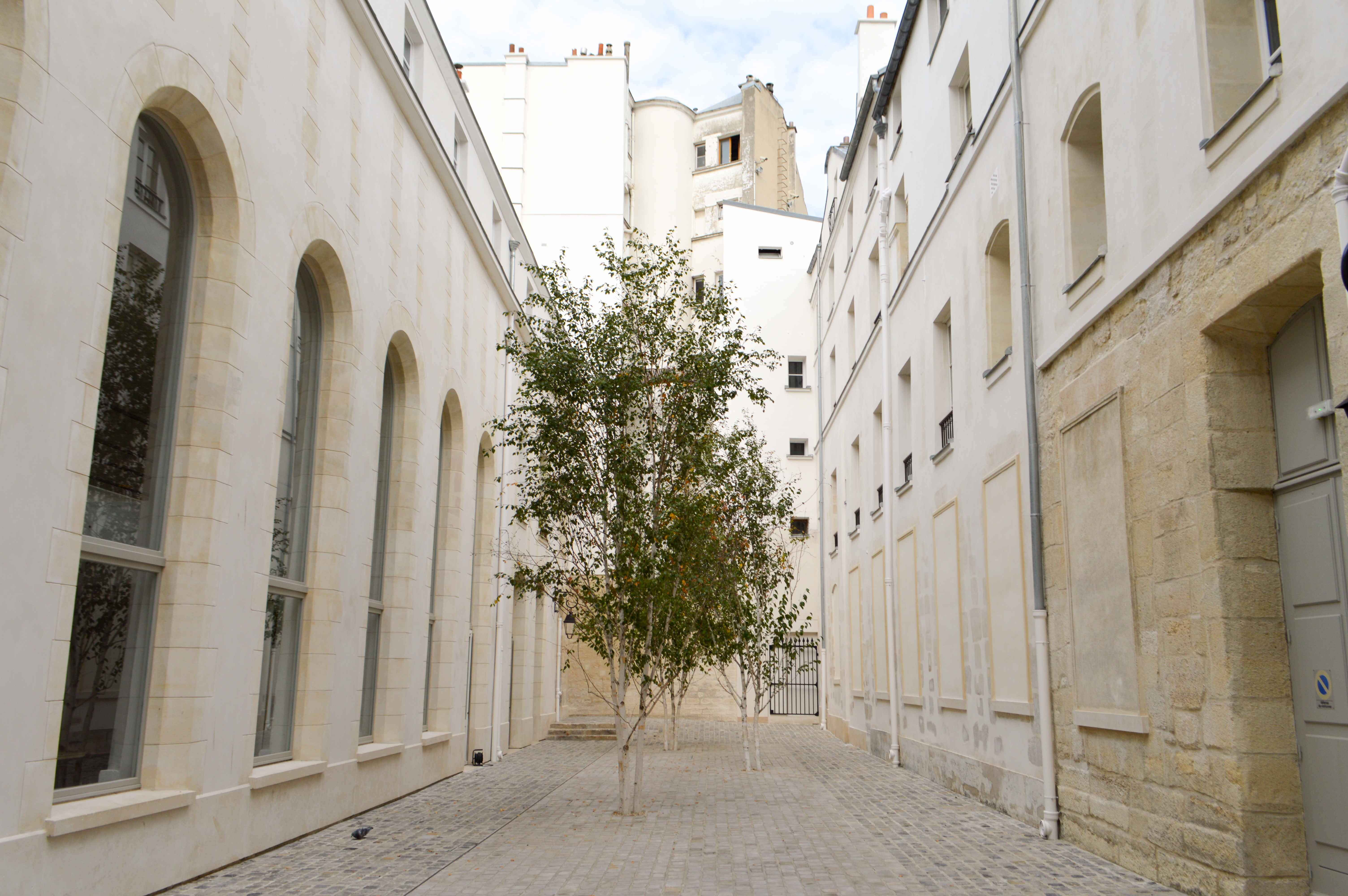
Vestige du cloître dans la cour du 83 rue du Bac.

Le promoteur décide de relier ces cours et de créer un passage à ciel ouvert. De nouveaux immeubles sont construits en fond de cour. La verrière de l'allée menant de la rue de Grenelle à la plus grande cour est détruite. Le chantier de 40 millions d’euros est confié aux architectes Franklin Azzi et Frédéric Bourstin. La voie est ouverte au public le 25 août 2018.
Le passage est conçu comme un lieu plutôt chic avec de nombreux restaurants gastronomiques comme celui de Yannick Alléno et Anne-Sophie Pic, mais aussi la boulangerie de Thierry Marx.
Pour la réalisation du passage, les architectes ont travaillé avec deux artistes qui ont chacun fait une œuvre au niveau de deux des accès à la voie. Pour l'entrée au 53 rue de Grenelle, totalement modifiée par l’amputation partielle du premier étage d’origine, le plasticien français Fabrice Hybert a réalisé une œuvre nommée Les Deux Chênes. Pour la seconde réalisation, c'est Eva Jospin, autre plasticienne française, qui a créé une œuvre se nommant La Traversée au 83 rue du Bac.
Le 6 octobre 2022, l'allée du Beau-Passage devient l'allée de Beaupassage-Antoine-Alléno.

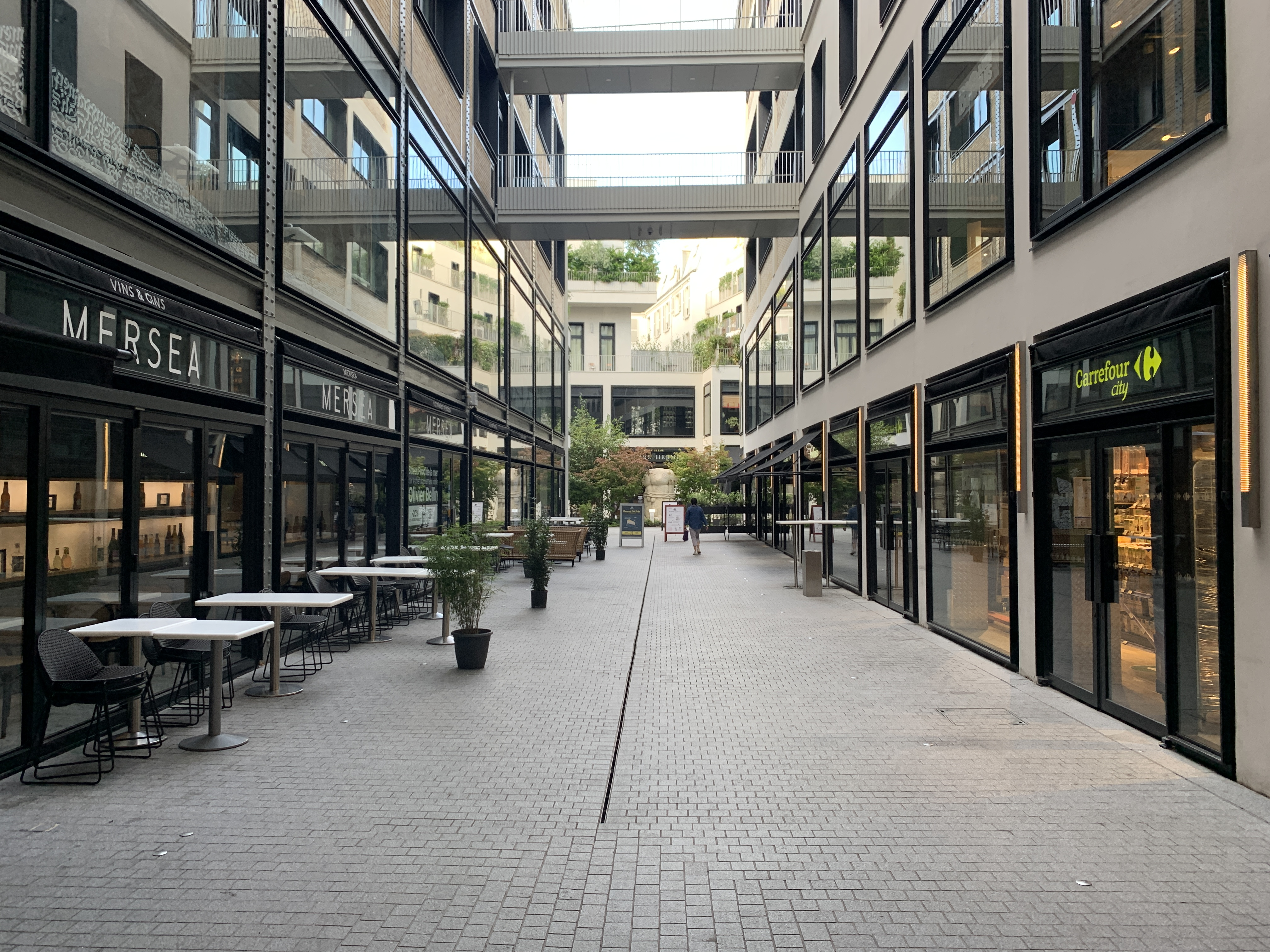
Allée Beau Passage.
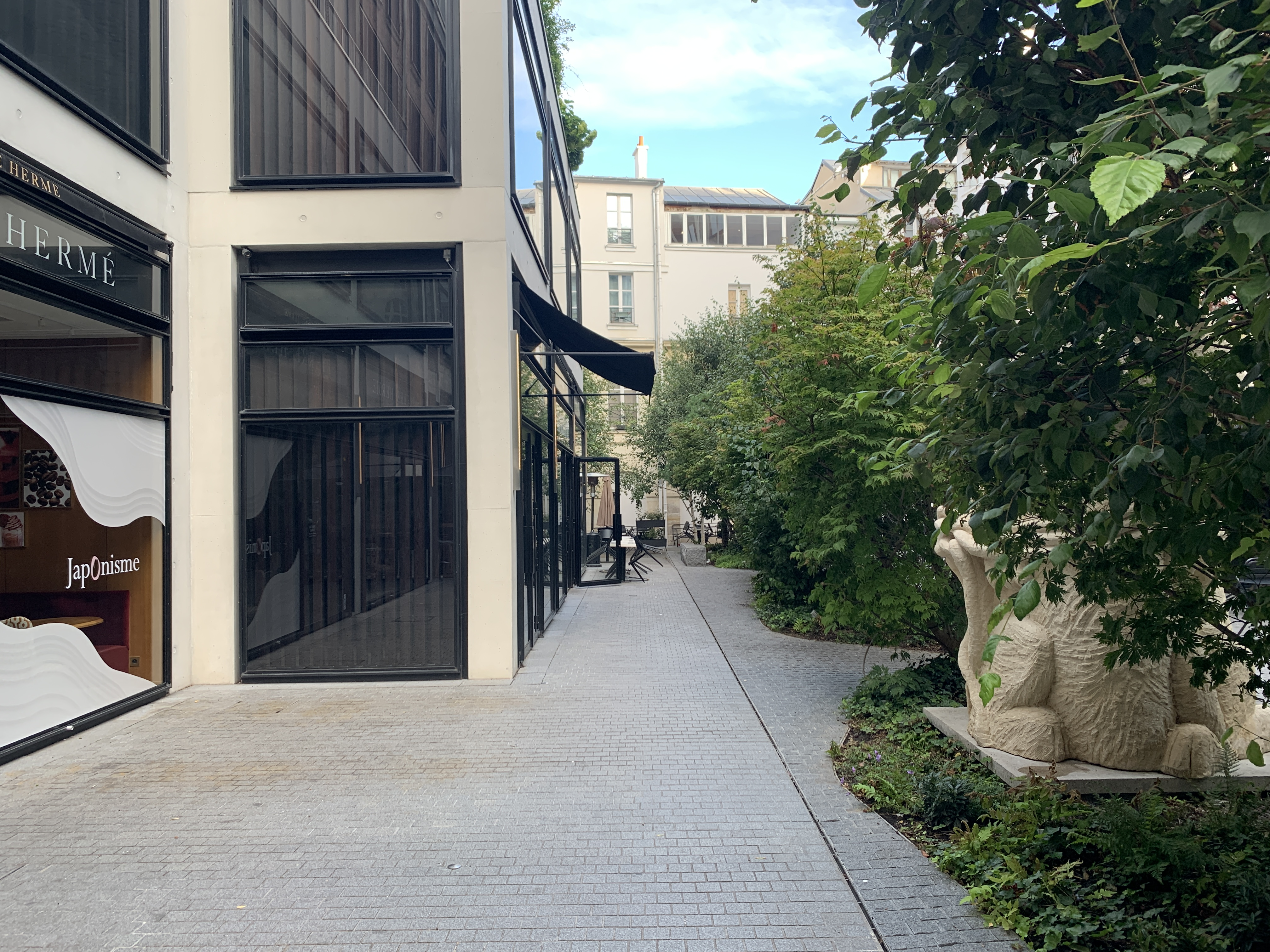
Allée Beau Passage.
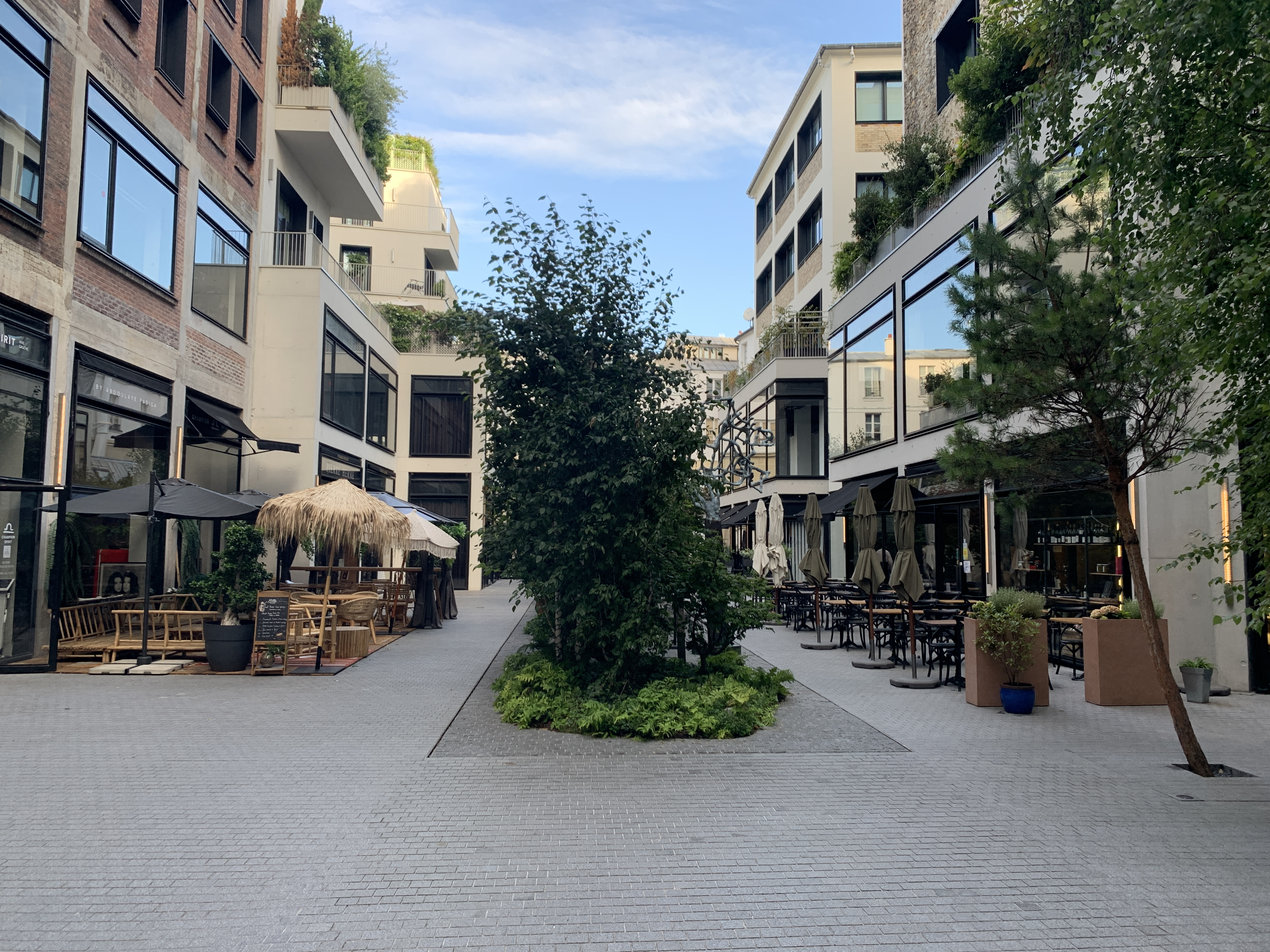
Allée Beau Passage.